# Grace Onyango
Grace Monica Akech Onyango, född 26 juni 1924 i Sakwa i Nyanza-provinsen, död 8 mars 2023 i Kisumu, var en kenyansk grundskolelärare och politiker.
Onyango valdes 1965, som första kvinna, till borgmästare i Kisumu. Hon valdes 1969 till en plats i parlamentet och blev därmed det självständiga Kenyas första kvinnliga parlamentsledamot. Onyango tjänstgjorde i parlamentet fram till 1983. Hon var vice talman mellan 1979 och 1983.
Som parlamentsledamot var Onyango bland annat inblandad i den offentliga utredningen av mordet på politikern Josiah Mwangi Kariuki. Hon bidrog till att avslöja att utredningsrapporten hade redigerats av president Jomo Kenyattas administration.